# Aéroport de Jalalabad
L'aéroport de Jalalabad (code IATA : JAA • code OACI : OAJL) est situé à 5 km au sud-est de la ville de Jalalabad, en Afghanistan. Cet aéroport est actuellement utilisé uniquement à des fins militaires par des appareils des Nations unies. Un nouvel aéroport est en cours de construction dans la région de Gambiri, au nord-ouest de Jalalabad.

## Situation
| \| 150 km1:10 281 000 \| Bagram Kaboul Kandahar Hérat Jalalabad Kunduz Mazar-e-Charif Bâmiyân Lashkar · Gah Shindand Chaghcharan Darwaz Faïzâbâd Farah Khôst Khwahan Razer Maïmana Qala i Naw Sheberghan Sheghnan Taloqan Tarin Kôt Zarandj Ghāzīābād Panjab |
| 150 km1:10 281 000 |

## Compagnies aériennes et destinations
- Khyber Afghan Airlines (en)